# オマーラ・ポルトゥオンド

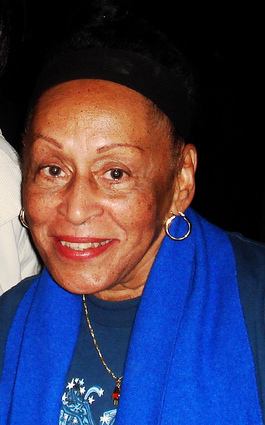
オマーラ・ポルトゥオンド

オマーラ・ポルトゥオンド（Omara Portuondo、1930年10月29日 - ）は、キューバの歌手、ダンサー。

## 略歴
キューバの女性コーラス・グループ、クアルテート・ダイーダ（Cuarteto d'Aida）のオリジナル・メンバーを務め、ブエナ・ビスタ・ソシアル・クラブにリード・シンガーとして参加したほか、ナット・キング・コール、ロス・バン・バン、チューチョ・バルデース、ファン・フォルメル、Ignacio Piñeiro、Anacaona、Orquesta Aragón、Adalberto Álvarez、César Pedrosoと共演してきた。

## ディスコグラフィ

### アルバム
- 『マヒア・ネグラ』 - Magia Negra (1959年、Velvet) ※with Julio Gutiérrez
- Seis Voces y un Sentimiento (1960年、Egrem)
- Omara Portuondo (1967年、Areito)
- Esta es Omara Portuondo (1967年、Areito)
- Omara Portuondo: Omara! (1974年、Areito)
- Omara Portuondo & Martín Rojas (1975年、Love Records) ※with Martín Rojas
- Y Tal Vez (1981年、Areito)
- Canta El Son (1983年、Areito)
- Omara Portuondo, Adalberto Alvarez Y Su Son (1984年、Sonografica) ※with Adalberto Y Su Son
- 『想いあふれて』 - Pensamiento (1992年、Artex)
- 『パラブラス』 - Palabras (1996年、Intuition/Nubenegra)
- 『ブエナ・ビスタ・ソシアル・クラブ』 - Buena Vista Social Club (1997年、World Circuit)
- 『フィーリンの恋人』 - La Novia Del Filin (1997年、Egrem)
- 『運命の競演』 - Desafios (1998年、Intuition/Nubenegra) ※with チューチョ・バルデース
- Oro Musical (1999年、Max Music)
- 『ブエナ・ビスタ・ソシアル・クラブ・プレゼンツ・オマーラ』 - Buena Vista Social Club Presents Omara Portuondo (2000年、World Circuit)
- Omara Portuondo: Roots of Buena Vista (2000年、Egrem)
- Roots of Buena Vista: La Novia Del Feeling (2000年、Egrem) ※with Orquesta Todos Estrellas
- La Gran Omara Portuondo (2000年、Egrem)
- Dos Gardenias (2001年、Tumi Records)
- La Sitiera (2001年、WEA)
- You (2001年、King)
- Joyas Inéditas (2002年、Egrem)
- 『ザ・キューバン・コレクション』 - La Colección Cubana (2003年、Nascente)
- Flor De Amor (2004年、World Circuit)
- Together (2004年、Havana Nites) ※with イブライム・フェレール
- Together Again (2004年、Havana Nites) ※with イブライム・フェレール
- Sentimiento (2005年、La Escondida)
- Lágrimas Negras (Canciones y Boleros) (2005年、Yemaya)
- The Essential Omara Portuondo (2006年、Manteca)
- Quiereme Mucho (2006年、PID)
- Together (2006年、Soliton) ※with Celina González
- 『シングル・コレクション』 - Singles (2007年、Malanga Music)
- Duets (2007年、Malanga Music)
- Maria Bethânia e Omara Portuondo (2008年、Biscoito Fino) ※with マリア・ベターニア
- 『グラシアス』 - Gracias (2008年、World Village)
- 『オマーラ&チューチョ』 - Omara & Chucho (2011年、Random Music) ※with チューチョ・バルデース
- 『ロンピエンド・ラ・ルティーナ:ダンソネーテの女王パウリーナ・アルバレスに捧ぐ』 - Rompiendo La Rutina (2011年、Egrem) ※with パウリーナ・アルバレス
- 『笑って、歌って』 - Reir Y Cantar (2011年、Disco Caramba)
- 『マヒア・ネグラ (2014年新録音版)』 - Magia Negra: The Beginning (2014年、World Village)
- Omara Siempre (2018年、Egrem)

### 映像作品
- 『ブエナ・ビスタ・ソシアル・クラブ』 - Buena Vista Social Club (1999年)
- Live in Montreal (2007年)
- Omara Portuondo & Maria Bethania Live (2008年)
- Omara & Chucho (2011年)
- 『ブエナ・ビスタ・ソシアル・クラブ★アディオス』 - Buena Vista Social Club: Adios (2017年)